# محمود سليم (عزبة)
عزبة محمود سليم، عزبة تابعة لقرية جماجمون بالوحدة المحلية لقرية محلة أبو علي، التابعة لمركز دسوق، التابع لمحافظة كفر الشيخ في جمهورية مصر العربية.